# Before the Devil Knows You’re Dead
Before the Devil Knows You’re Dead (Ai murit înaintea înștiințării diavolulului) este un thriller american. Filmul a fost produs în anul 2007, sub regia lui Sidney Lumet.

## Acțiune
Filmul începe cu încercarea nereușită a doi frați de a jefui prăvălia de juvaeruri a părinților. Frații Andy și Hank Hanson, sunt într-o stare financiară precară. Andy din cauza consumului de stupefiante iar fratele mai mic Hank, nu este în stare să plătească taxa de întreținere fostei sale soții. Situația se complică deoarece Hank, are o relație cu Gina, prietena lui Andy. Încercarea de jefuire a părinților, se soldează cu moartea mamei lor și a celui care a încercat să o jefuiască. Situația financiară a fraților Hansen, se complică și mai mult prin șantajul văduvei, tâlharului mort și controlul fiscal al autorităților. În cele din urmă, tatăl lor, care a aflat de planul lor, îl omoară pe Andy, iar fratele mai mic dispare.

## Distribuție
- Philip Seymour Hoffman: Andy Hanson
- Ethan Hawke: Hank Hanson
- Albert Finney: Charles Hanson
- Marisa Tomei: Gina Hanson
- Rosemary Harris: Nanette Hanson
- Aleksa Palladino: Chris Lasorda
- Michael Shannon: Dex
- Brían F. O’Byrne: Bobby Lasorda
- Amy Ryan: Martha Hanson
- Paul Butler: Detektiv Barrett
- Meredith Patterson: Andys Sekretärin
- Blaine Horton: Justin
- Leonardo Cimino: William

## Distincții
- Premiul Satellite pentru cel mai bun film - Dramă